# Theodósziosz (grammatikus)
Theodósziosz (4. század) görög grammatikus
Alexandriában élt, megírta a deklináció és a konjugáció szabályait Eiszagógikoi kanonesz peri kliszeósz onomatón kai rématón címmel. A munka az iskolákban századokon át nagy tekintélynek örvendett. Később Geórgiosz Khoiroboszkosz kommentárt készített a bizánci korban kérdések és feleletek formájában. Theodósziosz nevét viseli egy Dionüsziosz Thrax grammatikájához készített kommentár-gyűjtemény is. Feltehetően tőle származik a Héródianosz Katholiké proszódia című munkájából készült kivonat, amely tévesen viseli magán Aurelius Arcadius Charisius nevét.